# 下田歌子
下田歌子（日语：／ Shimada Utako；1854年9月30日—1936年10月8日）是日本明治和大正时期的教育家和诗人。出生於美濃國恵那郡岩村町，她是實踐女子大學和学校法人實踐女子学園的创始人。秋瑾即畢業自下田的實踐女子學園。
與伊藤博文、山縣有朋等十多位明治維新政府高官有緋聞，是當時政界高層交際花。明治政府對下田歌子異常禮遇，贈送官邸（當時連學習院院長也沒有官邸）、公費留英、破格高薪等。
1906年，下田被任命為學習院女學院院長，傳言學習院院長乃木希典不願意與下田歌子共事，勒令下田歌子辭職。